# Toczeń (województwo pomorskie)
Toczeń (kaszb. Toczéń) – osada w Polsce położona na Pojezierzu Bytowskim, w województwie pomorskim, w powiecie bytowskim, w gminie Miastko.
W latach 1975–1998 miejscowość administracyjnie należała do województwa słupskiego.